# A fost odată un moș și o babă
A fost odată un moș ș o babă (titlul original: în rusă Жили-были старик со старухой, transliterat: Jili-bîli starik so staruhoi) este un film dramatic sovietic, realizat în 1964 de regizorul Grigori Ciuhrai, protagoniști fiind actorii Ivan Marin, Vera Kuznețova, Liudmila Maksakova, Gheorghi Martîniuk.

## Distribuție
- Ivan Marin – bătrânul Gheorghi Gusakov
- Vera Kuznețova – bătrâna Natalia Gusakova
- Liudmila Maksakova – Nina, fiica lor
- Gheorghi Martîniuk – Valentin, ginerele lor
- Galina Polskih  – Galya, vecină
- Anatoli Iabbarov – Volodea, sectant
- Viktor Kolpakov – felcer
- Nikolai Kriucikov – Anatoli, director de sovhoz
- Nikolai Sergheev – Nikolai, contabil
- Ghiuli Ciohonelidze – inginer
- Elena Derjavina – Irocika
- Nikolai Barmin – un locuitor din sat

## Premii și nominalizări
- Festivalul de la Cannes 1965: Mențiune specială lui Vera Kuznețova pentru interpretare.